# Distrikt Huayrapata
Der Distrikt Huayrapata liegt in der Provinz Moho in der Region Puno in Südost-Peru. Der Distrikt wurde am 12. Dezember 1991 gegründet. Er besitzt eine Fläche von 403 km². Beim Zensus 2017 wurden 2742 Einwohner gezählt. Im Jahr 1993 betrug die Einwohnerzahl 3975, im Jahr 2007 4154. Sitz der Distriktverwaltung ist die 3870 m hoch gelegene Ortschaft Huayrapata mit 778 Einwohnern (Stand 2017). Huayrapata befindet sich 17,5 km ostnordöstlich der Provinzhauptstadt Moho.

## Geographische Lage
Der Distrikt Huayrapata befindet sich im Nordosten der Provinz Moho.
Der Distrikt Huayrapata grenzt im Südwesten und im Westen an den Distrikt Moho, im Nordwesten und im Norden an die Distrikte Rosaspata und Cojata (beide in der Provinz Huancané) sowie im Osten an die bolivianischen Municipios Mocomoco und Humanata.